# Eilema chinchilla
Eilema chinchilla är en fjärilsart som beskrevs av De Toulgoët 1956. Eilema chinchilla ingår i släktet Eilema och familjen björnspinnare. Inga underarter finns listade i Catalogue of Life.